# Menekülés (festmény)
A Menekülés (eredeti címe The Rescue) a brit Sir John Everett Millais festménye, amelyet 1855-ben mutatott be a londoni Királyi Akadémián.
A festmény egy korabeli tűzoltót ábrázol, aki egy égő házból ment ki három gyermeket, akiket anyjuk karjába ad. A festmény ötletét az adta, hogy Millais tanúja volt egy tűzvésznek és egy tűzoltó halálnak, és elhatározta, hogy megfesti a témát. A képen egy erős, férfias tűzoltó ereszkedik le a középosztálybeli otthon lépcsőjén, hogy megmentse a tűztől a karjában tartott három gyermeket. A kép bal alsó sarkában látható fecskendőt Millais egyik barátja, Charles Collins festett.
A londoni tűzoltóbrigádot nemrégiben alakították át üzleti vállalkozásból (amelynek feladata az épületek és vagyontárgyak védelme) közszolgáltatássá (amelynek elsődleges feladata a veszélyeztetett emberek megmentése).
Millais arra törekedett, hogy élethűen adja vissza a tűz fénye és a füst által keltett effektusokat. Festés közben egy színes üveglap mögött deszkákat égetett, hogy minél jobban vissza tudja adni a tűzvész által keltett hangulatot. Egyébként a fény, az árnyék és a színek keltette vizuális effektusok ábrázolása új művészeti stílust jelentett karrierjében.
A festmény a színátmenetek ábrázolása terén is jelentős alkotás, elsősorban az anya halványkék köntöse változik rózsaszínné. Millais-t számos kritika érte ezért a kép bemutatását követő időszakban.
Robyn Cooper műkritikus szerint kifogások érték magát a témát is: egy erős, egészséges munkásember menti meg a láthatóan középosztálybeli család gyermekeit, miközben azok apja sehol sem látható. Az álmából felvert anya kinyújtott keze látszólag nemcsak a gyermekeket, hanem az őket megmentő tűzoltót is üdvözli.
Millais korai pártfogója, John Ruskin azonban nagyon jónak találta a képet, szerinte "ez az egyetlen nagy kép, amit ebben az évben kiállítottak." Ruskin azt is megjegyezte, hogy a képen látszik a kapkodó befejezés, de egy-két részlet kivételével összhangban áll a téma kapkodó, dinamikus jellegével. Millais a kép elkészítéséhez rengeteg tanulmányt készített és ezért jelentős késésben volt a befejezéssel. Két nappal a kiállítás megnyitása előtt hajnalban kelt és éjszakába nyúlóan dolgozott a festményen. Barátja, Charles Collins tartott vele és megfestette a fecskendőt, míg Millais a kép többi részén dolgozott. Az utolsó ecsetvonásokat nem sokkal azelőtt fejezték be, hogy megérkezett a teherautó a képért.

## Fordítás
- Ez a szócikk részben vagy egészben  a   The Rescue (painting) című angol Wikipédia-szócikk ezen változatának fordításán alapul.  Az eredeti cikk szerkesztőit annak laptörténete sorolja fel. Ez a jelzés csupán a megfogalmazás eredetét és a szerzői jogokat jelzi, nem szolgál a cikkben szereplő információk forrásmegjelöléseként.

## Külső hivatkozások
- Menekülés a National Gallery of Victoria weboldalán.
- The People's Hero: Millais's The rescue and the image of the fireman in nineteenth-century art and media (angolul)
- A kompozíciót ábrázoló egész alakos rajz[halott link]